# Крістофер (принц Грецький і Данський)

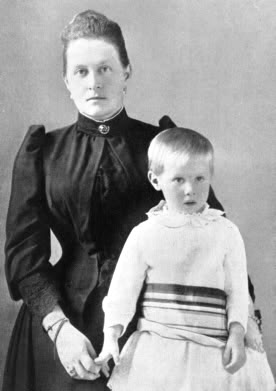
Принц Крістофер із матір'ю

Принц Крістофер Грецький і Данський. (10 серпня 1888 — 21 січня 1940) — молодший син короля Греції Георга І і Ольги Костянтинівни. Двічі був одруженим. Більшість свого життя провів за кордоном.

## Дитинство
Народився у Павловську в Росії. Його батьками були  король Греції Георг І  та Велика княгиня Ольга Костянтинівна. Був онуком Крістіана IX, племінником королеви Олександри, імператриці Марії Федорівні і короля Данії Фредеріка VIII.  Хрещеними батьками принца стали імператор Олександр III і імператриця Марія Федорівна. Він був наймолодшим з  восьми дітей, на двадцять років молодше за його брата, майбутнього короля Констянтина ІНавчався у Афінах. Принц Крістофер в результаті став поліглотом як його брати і сестри, розмовляв російською, грецькою, французькою, німецькою, англійською, данською та італійською мовами. Як і всі представники чоловічої лінії сім'ї, принц служив в армії. Однак, цю справу він не любив, і, відслуживши визначений термін, покинув її в 1908 році. В юності його пристрастю була гра на піаніно. Великий італійський оперний співак Енріко Карузо пізніше стверджував, що Крістофер мав талант в цій справі і міг давати хороші концерти.

## Молоді Роки

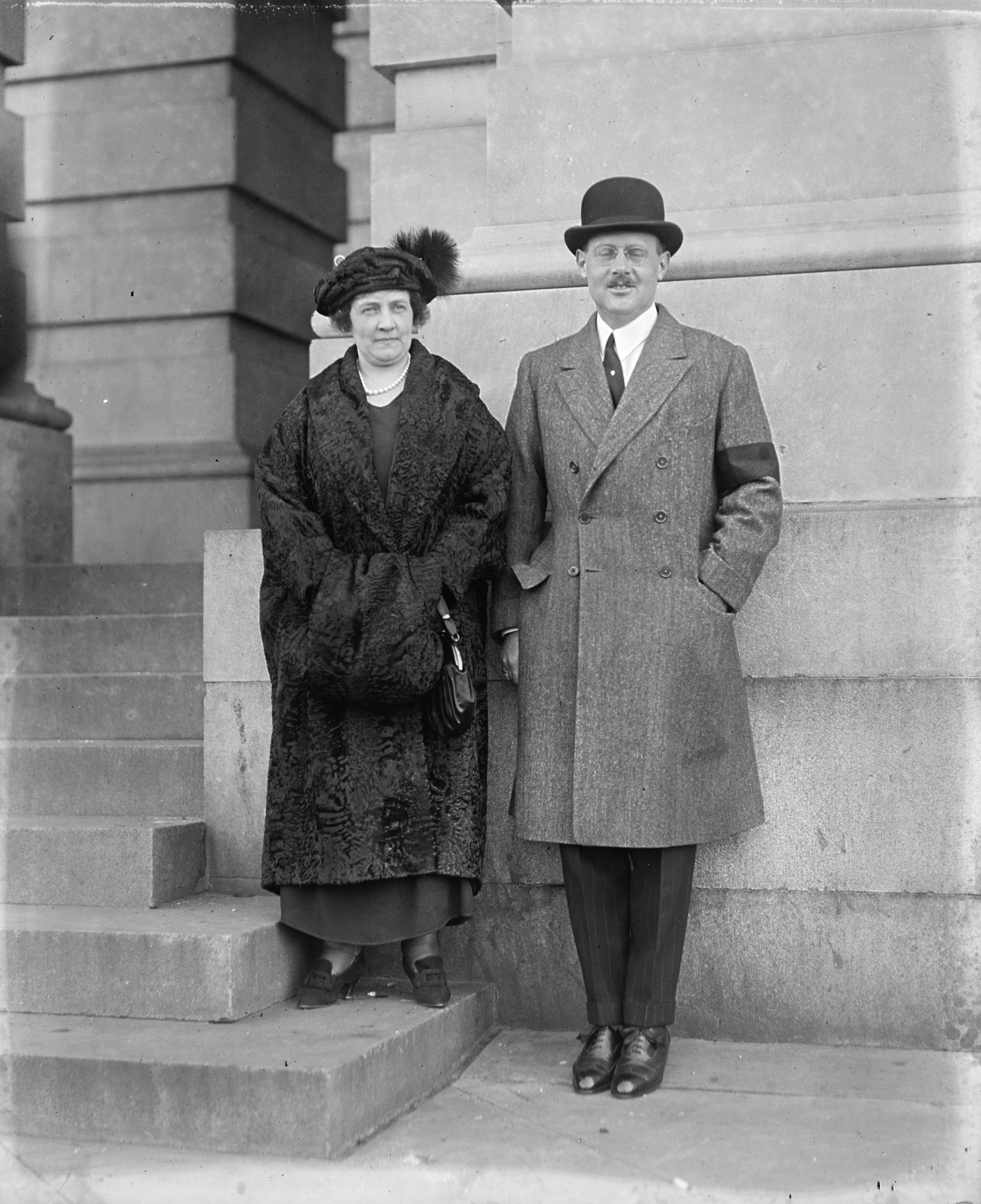
Крістофер Грецький і Данській із своєю першою дружиною

Коли Крістофер досяг повноліття він вступив до військового флоту, паралельно із цим займався грою на піаніно. Протягом цього періоду життя йому пропонували зайняти трон Португалії, Литви та Албанії. Проте він відмовився від всіх пропозицій, не схотівши займатися королівськими обов'язками.  Був заручений із принцесою Александрою, донькою Луїзи Британської проте весілля не відбулося через відмову батьків нареченої. Також, Крістофер хотів одружитися з донькою Миколи II, Великою княжною Ольгою Миколаївною, проте імператор відмовив йому. Зі своєю першою дружиною Ноні Мей Стюарт принц познайомився у Франції. Вона була старшою за нього на десять років і мала сина, проти цього шлюбу виступала родина принца. Проте після Першої світової війни, коли королівська родина знаходилась у екзилі, батьки Стюарт активно їм допомагали. Після цього королівська родина дала свою згоду на шлюб. Весілля відбулося 1 лютого 1920 року у Швейцарії. Після одруження подружжя жило у Лондоні, активно беручі участь у житті англійського бомонду. Нона змінила ім'я на Анастасія. У принцеси Анастасії було діагностовано рак невдовзі після одруження. Анастасія померла в 1923 році від цього захворювання. Спадок Анастасії був розділений між її сином від першого шлюбу і принцом Крістофером. Син принцеси був одружений з племінницею Крістофера, княжною Ксенією.

## Друге одруження

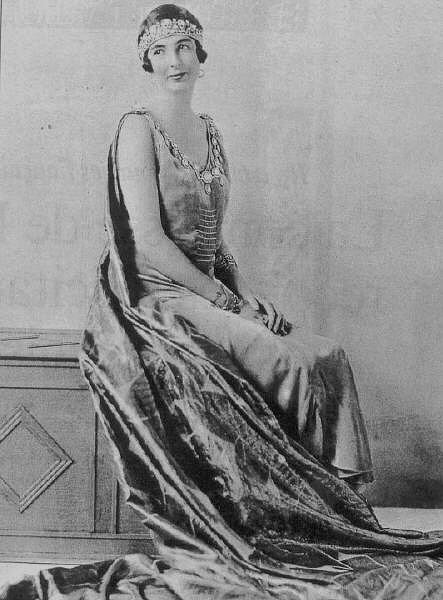
Друга дружина принца Франсуаза Орлеанська

У 1925 році принц Крістофер зустрів свою другу майбутню дружину Франсуазу Орлеанську на весіллі італійської принцеси Мафальди Савойської і Філіпа Гессен-Румпенхаймского, в палаці Рікконідже в Турині. Вона походила з Орлеанської династії. Її батьки — принц Жан Орлеанський, герцог де Гіз і Ізабелла Орлеанська — були претендентами на французький престол і родичами поваленого з престолу короля Луї Філіпа I. Грецький принц був на 14 років старшим за дружину.
Весілля відбулося у палацовій каплиці середньовічного замку в Палермо 10 лютого 1929 року.  Вони вели багатий образ життя, не виконуючи ніяких представницьких обов'язків. Проте дуже скоро у родини почалися фінансові труднощі. У 1939 році Франсуаза народила сина — принца Михайла Грецького і Данського (рід. 1939). Незабаром після радісної події Крістофер вирушив до Греції, щоб зустрітися з королем Георгом II. Під час подорожі у нього почався абсцес легенів, від якого він помер через кілька тижнів. Після смерті Франсуази, опіку над їх єдиним сином взяв його дядько Генрих Орлеанский.

## Ставлення до королівської влади
Щодо можливості зайняти королівський престол, принц згадував у своїх мемуарах: «Нічого під цим Сонцем не змусить мене прийняти корону. Її тягар занадто важкий для мене. Престол має наслідувати ті, кому він уготований долею. Людина може добровільно взяти на себе цю велику відповідальність, але такий вчинок за межами мого розуміння» 

## Смерть
Принц Крістофер помер 21 січня 1940 року від захворювання легенів, у Афінах де і похований. 